# ハーマン・ホレリス

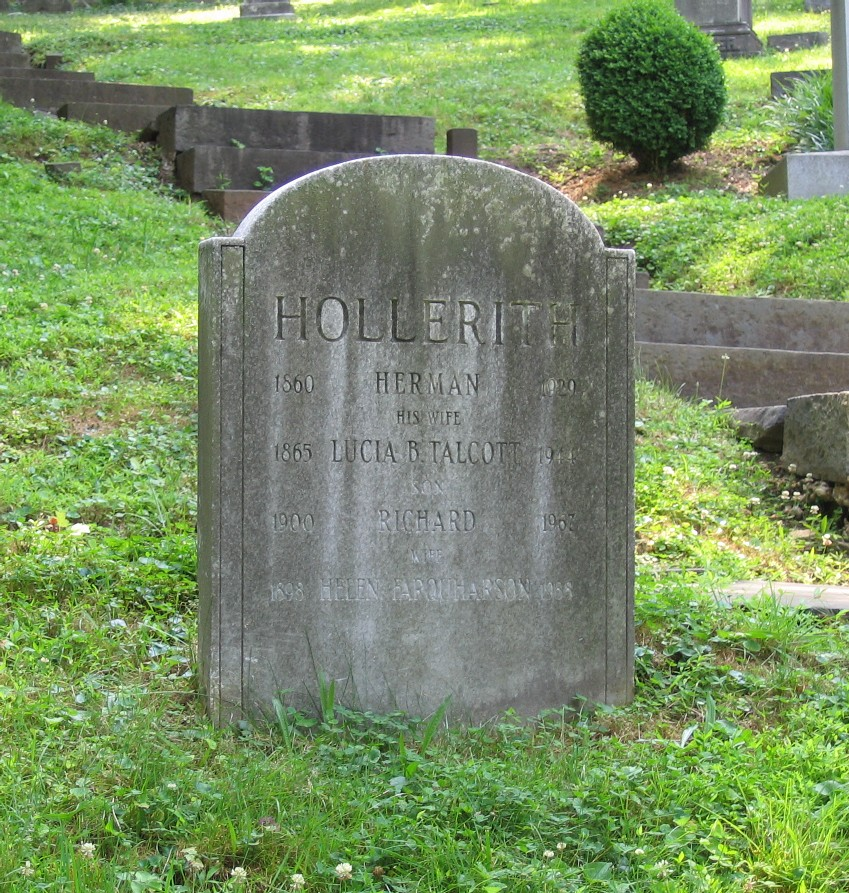
ホレリスの墓（ワシントンD.C.、オークヒル墓地）

ハーマン・ホレリス（Herman Hollerith、1860年2月29日 - 1929年11月17日）はアメリカの発明家。

## 生涯
1860年2月29日、ニューヨーク州バッファローで、ドイツラインラント＝プファルツ州出身の両親（ヨハン・ゲオルグ・ホレリス（1808年 - 1869年）とフランシスカ・ブルン）から生まれた。1875年、ニューヨーク市立大学シティカレッジに入学し、1879年、コロンビア大学鉱山工学科で鉱山工学（Engineer of Mines）の学位をとって卒業。1880年、マンハッタンで鉱山技師となった彼は、1890年にはコロンビア大学でPh.D.を取得した。1890年、メキシコのベラクルス出身のルシア・ビバリー・タルコットと結婚し、後に6児を儲けた。ワシントンD.C.ジョージタウンに移り住み、その近くにタビュレーティングマシンの製造工場を作った。その工場のあった場所にはIBMが設置した記念銘板がある。1929年、心臓発作により死去。享年69。墓はワシントンD.C.ジョージタウンのオークヒル墓地にある。

## 統計データの電気集計

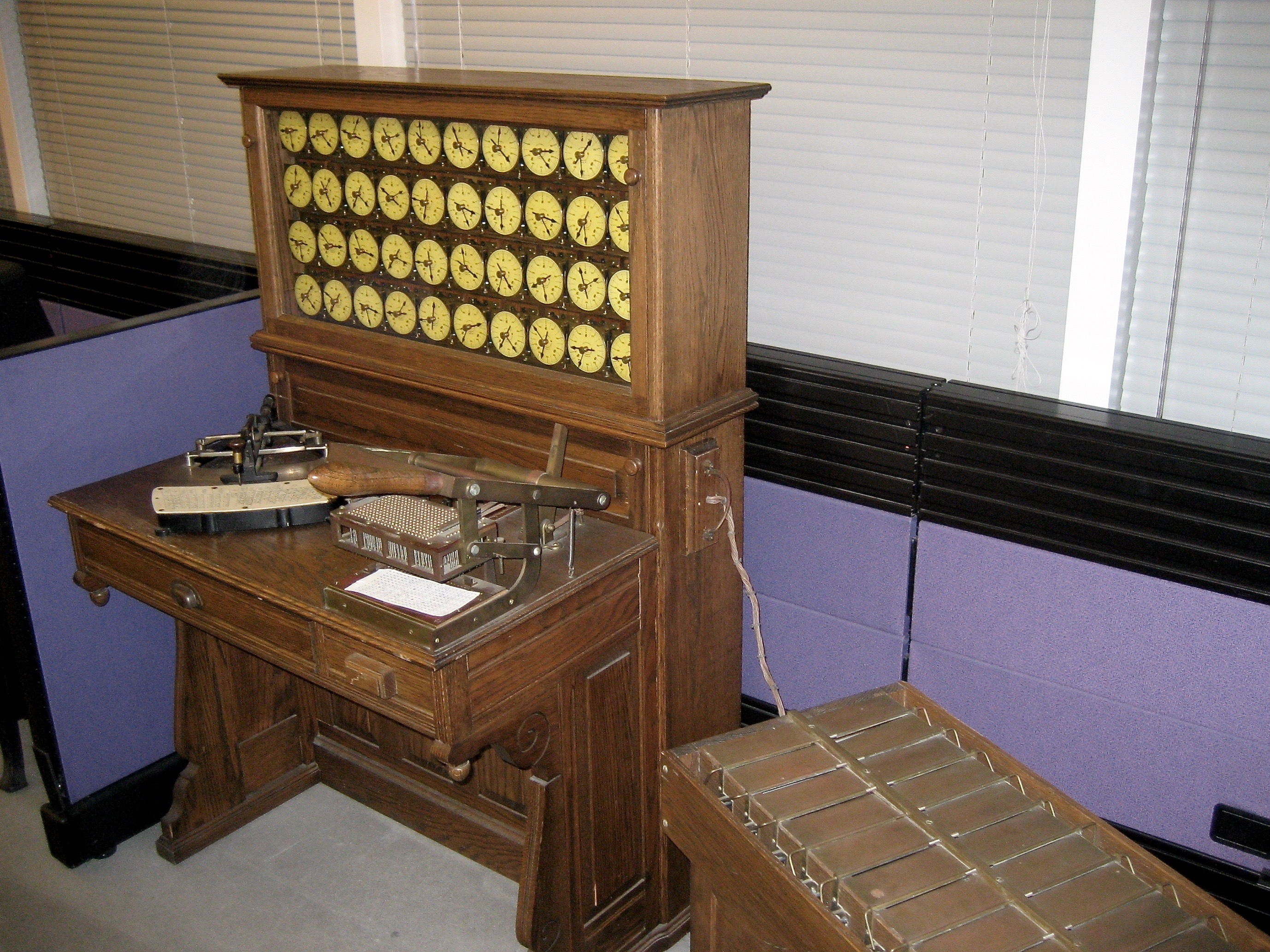
ホレリスのタビュレーティングマシンとソーター

アメリカ合衆国統計局（当時は国勢調査局）は10年に1度国勢調査を行っていたが、1880年の国勢調査は集計作業が9年もかかっていた。ホレリスは大学卒業後に国勢調査局のジョン・ショウ・ビリングス統計部長に誘われて助手として働いた、そして、この大変な作業を目にしたのである。また、このままでは1890年の国勢調査は10年以内に集計が終わらないことが確実だった。
ホレリスは1882年にMITの機械工学科で過ごした。その間にパンチカードにデータを格納するシステムを試作している。これは、鉄道の車掌が乗車券の様々な場所に穴を開けることで持ち主の状態を表すことからヒントを得たものであった。ジョン・ショウ・ビリングスに示唆を受けて、ホレリスはパンチカード上の各位置に穴があるかどうかを電気的に検知して集計する仕組みを開発した（バネ付きの針の並んだ板と水銀の入ったトレーの間にパンチカードを挟んで針が水銀につくと導通して穴があることがわかる）。ビリングスが示唆した鍵となるアイデアは、個々のデータを全て数値に置き換えることであった。ホレリスはパンチカードの所定の位置に数値を記録すれば、それを元にカードを機械的にソートし、所定の桁位置のデータを集計できると気づいた。1888年、国勢調査局は統計作業を効率化するための発明コンテストを行い、ホレリスのシステムが選ばれた。これにより、1890年の国勢調査でホレリスのタビュレーティングマシンが大々的に使われることになった。
このシステムについて解説した論文 An Electric Tabulating System (1889) はホレリスが博士論文としてコロンビア大学に提出し、後に本にも収録されている。
彼は1889年1月8日の特許395,782号で自身のアイデアを以下のような請求項で記述している。

非導電性の素材でできたシートに穴を開け、個々の穴や穴の組み合わせで個々の統計項目を記録し、規格化された充分な強度を持った穴あきのシートで制御される電磁石回路によって操作された機械式カウンターによって統計項目を個別または組み合わせて数えることで構成される、統計を編集するここに説明された方法。

次の世紀のコンピュータ時代のこととなるが、初期のFORTRANにおいて、文字列リテラルは 11HHELLO WORLD のように先頭に「文字数n + 'H'」を付けて表した。この H はホレリスに由来するものとされ、このリテラルによる定数はホレリス定数（en:Hollerith constant）と呼ばれた。

## 発明と事業

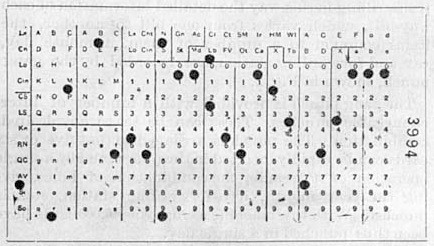
ホレリスのパンチカード

最初の特許を出願した年、ホレリスは教育の場から去り、アメリカ合衆国国勢調査局のために働き始めた。その特許 "Art of Compiling Statistics"（統計集計技法）は1884年9月23日に出願され、1889年1月8日には米国特許第395,782号として成立した。395,781号、395,782号、395,783号という特許の内容は、1889年1月18日のサイエンティフィック・アメリカンで公表された。

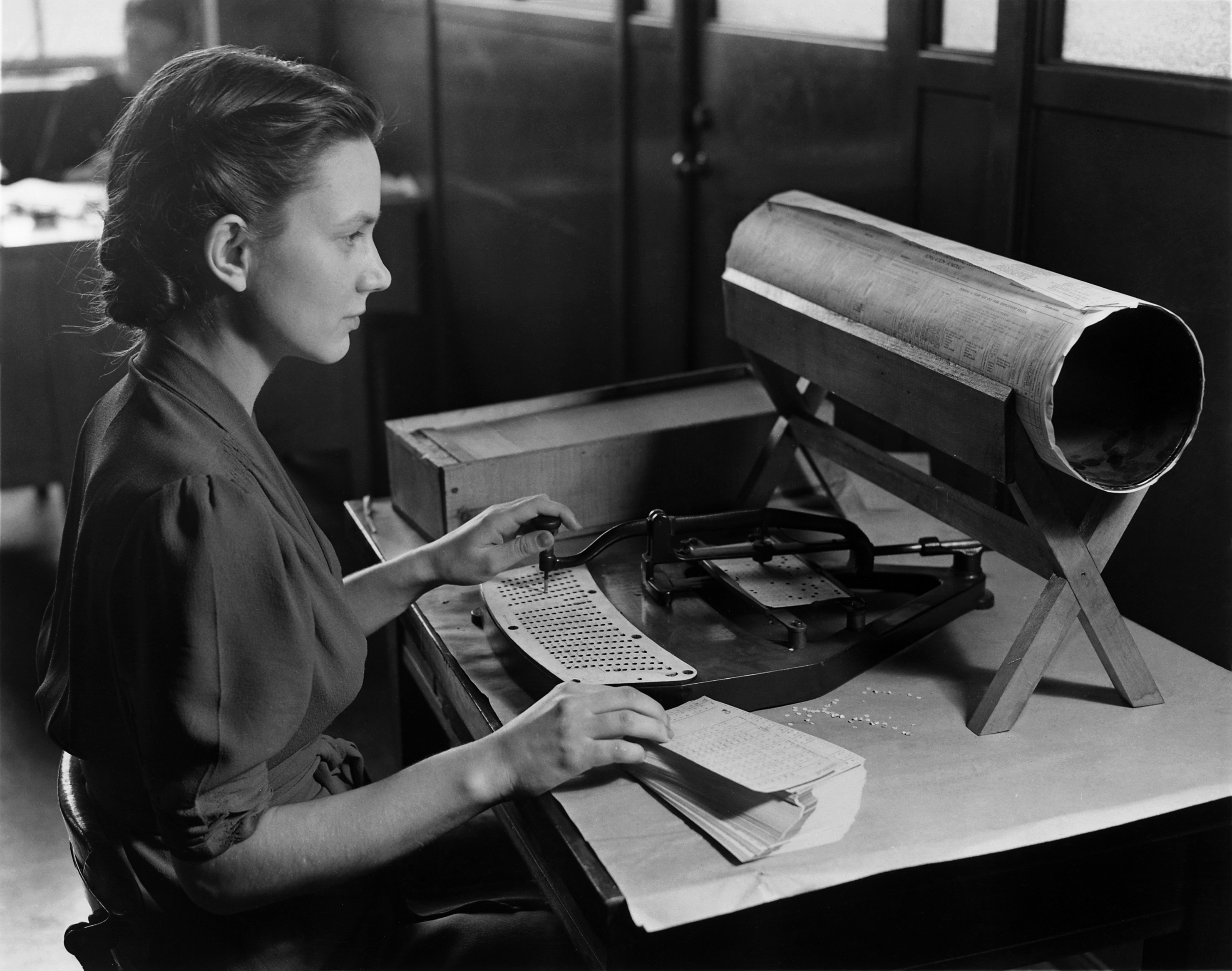
アメリカ合衆国国勢調査局が使っていたホレリスのカードパンチャー

彼は国勢調査局との契約に基づいてマシンを製作し、1890年の国勢調査は1880年よりもずっと短い期間（約2年）で完了した。1896年、ホレリスはタビュレーティングマシン社を創業。世界各国の国勢調査局にマシンを貸し出し、パンチカードを販売した。大手保険会社も同様である。システムがうまく動作するよう、彼は世界初の自動カード供給機構、世界初のキーパンチ機（キーボード操作でカードに穴を開ける機械）を開発し、熟練したオペレータなら一時間で200から300枚のカードをパンチすることができるようになった。またタビュレータも発明している。1906年の Type I タビュレータでは配線盤を備え、組み立てなおさなくても別の集計作業ができるようにした（プログラミングに向けた最初の一歩である）。1890年のタビュレータは固定的な結線であり、1890年の国勢調査用カードしか処理できなかったのである。これらの発明は情報処理産業の基盤となった。
1911年、彼の会社を含む4社が合併して コンピューティング・タビュレーティング・レコーディング社（CTR）が結成された。後にトーマス・J・ワトソンを社長に迎えると、1924年にはIBM (International Business Machines Corporation)に社名を変更した。